# Семерджиев
Семерджиев е родово име. Навярно основоположникът на рода е бил занаятчия – самарджия, седлар или е продавал самари. Semerci има турска етимология и има значение седлар.

## Личности с такова родово име
- Атанас Семерджиев (1924 – 2015) – политик
- Илко Семерджиев (1959 —) – лекар, политик и бивш министър на здравеопазването (1999-2001)